# جاك همينغوي
جاك همينغواي (بالإنجليزية: Jack Hemingway)‏ هو كاتب سير ذاتية أمريكي، ولد في 10 أكتوبر 1923 في تورونتو في كندا، وتوفي في 1 ديسمبر 2000 في نيويورك في الولايات المتحدة.